# سالم مسلط
سالم مِسلِط (عربی: سالم المسلط؛ زاده ۱۹۵۹) سیاستمداری سوری است که رئیس دولت موقت سوریه و ائتلاف ملی سوریه از ۲۰۲۱ تا ۲۰۲۳ بود.